# Dešná (district de Zlín)
Pour les articles homonymes, voir Dešná.
Dešná (en allemand : Deschna) est une commune du district et de la région de Zlín, en République tchèque. Sa population s'élevait à 210 habitants en 2020.

## Géographie
Dešná se trouve à 15 km à l'est-nord-est de Zlín, à 80 km à l'est-nord-est de Brno et à 262 km au sud-est de Prague.
La commune est limitée par Všemina au nord et à l'est, par Jasenná et Vizovice au sud et par Neubuz à l'ouest.

## Histoire
La première mention écrite du village date de 1373.

## Transports
Par la route, Dešná trouve à 16 km de Vsetín, à 17 km de Zlín, à 107 km de Brno et à 313 km de Prague.